# جیمی دی (بازیکن فوتبال، زاده ۱۹۷۹)
جیمی دی (انگلیسی: Jamie Day؛ زادهٔ ۱۳ سپتامبر ۱۹۷۹) بازیکن فوتبال اهل بریتانیا است.
از باشگاه‌هایی که در آن بازی کرده‌است می‌توان به باشگاه فوتبال ایست‌بورن بورو، باشگاه فوتبال دارتفورد، باشگاه فوتبال کراولی تاون، باشگاه فوتبال ای‌اف‌سی بورنموث، باشگاه فوتبال ولینگ یونایتد، باشگاه فوتبال آرسنال، باشگاه فوتبال هاوانت و واترلوویل، باشگاه فوتبال ابسفلیت یونایتد، باشگاه فوتبال گرایس اتلتیک، و باشگاه فوتبال دوور اتلتیک اشاره کرد.
وی همچنین در تیم‌های ملی فوتبال England national under-16 football team، زیر ۱۷ سال انگلستان، و زیر ۱۸ سال انگلستان بازی کرده‌است.
وی در مسابقات کشوری و بین‌المللی در مجموع برندهٔ ۱ مدال برنز شده‌است.